# Allosidastrum
Allosidastrum es un género con cuatro especies de fanerógamas perteneciente a la familia  Malvaceae, es originario de Sudamérica. 

## Descripción
Son arbustos o sufrútices, con tricomas simples y estrellados, a veces pegajosos. Las hojas son lanceoladas u ovadas, acuminadas, crenadas, con largos pecíolos. Las inflorescencias se producen en forma de panículas o racimos terminales casi afilos; los pétalos son amarillos, con o sin mancha en la base. Frutos oblatos o piramidales, circulares o rostrados, con paredes frágiles, indehiscentes.

## Distribución
Un género con cuatro especies (incluidas previamente en Sida), distribuido desde México hasta Sudamérica y en las Antillas.

## Taxonomía
El género fue descrito por (Hochr.) Krapov., Fryxell & D.M.Bates  y publicado en Systematic Botany Monographs 25: 70, en el año 1988. (13 Dec 1988)